# Dopatge de modulació

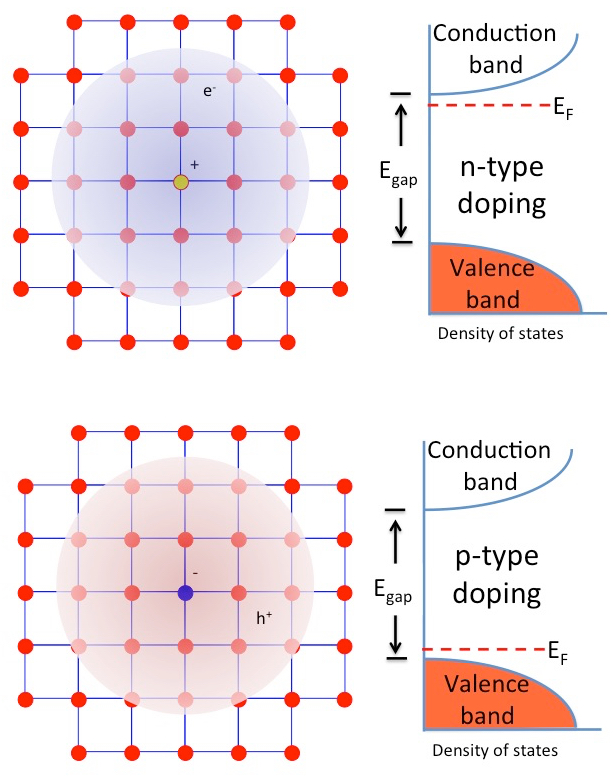
Il·lustració del dopatge de tipus n i p en un cristall semiconductor com el Si, amb diagrames de nivell d'energia acompanyats que mostren l'efecte del dopatge al nivell de Fermi

El dopatge de modulació és una tècnica per fabricar semiconductors de manera que els portadors de càrrega lliure estiguin separats espacialment dels donants. Com que això elimina la dispersió dels donants, els semiconductors dopats per modulació tenen mobilitats de portadors molt elevades.
El dopatge de modulació va ser concebut als Laboratoris Bell el 1977 després d'una conversa entre Horst Störmer i Ray Dingle, i implementat poc després per Arthur Gossard. El 1977, Störmer i Dan Tsui van utilitzar una hòstia dopada amb modulació per descobrir l'efecte Hall quàntic fraccionat.
Els cristalls de semiconductors dopats per modulació es cultiven habitualment per epitàxia per permetre que es diposin capes successives de diferents espècies de semiconductors. Una estructura comuna utilitza una capa d'AlGaAs dipositada sobre GaAs, amb donants de tipus Si n als AlGaAs.
Els transistors dopats per modulació poden assolir mobilitats elèctriques elevades i, per tant, un funcionament ràpid. Un transistor d'efecte de camp dopat per modulació es coneix com MODFET. Un dels avantatges del dopatge de modulació és que els portadors de càrrega no poden quedar atrapats als donants fins i tot a les temperatures més baixes. Per aquest motiu, les heteroestructures dopades per modulació permeten que l'electrònica funcioni a temperatures criogèniques.